# 초고체
초고체(超固體, supersolid)는 초유체의 성질을 지니고 있는 고체를 말한다. 헬륨-4의 경우 1960년대부터 초고체 생성의 가능성이 추정되었다. 2017년을 기점으로 이 상태의 존재에 대한 절대적인 증거는 원자 보스-아인슈타인 응축을 사용한 여러 실험을 통해 제공되었다.

## 같이 보기
- 초유체
- 고체